# Tylecodon bleckiae
Tylecodon bleckiae är en fetbladsväxtart som beskrevs av G. Williamson. Tylecodon bleckiae ingår i släktet Tylecodon och familjen fetbladsväxter. Inga underarter finns listade i Catalogue of Life.